# モーガン・ハム
モーガン・ハム （Morgan Carl Hamm、1982年9月24日- ）はアメリカ、ウィスコンシン州ウォッシュバーン出身の男子体操競技選手である。一卵性双生児の弟は同じく体操競技選手のポール・ハム。

## プロフィール
2000年のシドニーオリンピックに17歳で双子の弟ポールとともに出場、団体総合5位となった。以後アメリカチームの中心選手として活躍する。
2001年と2003年の世界体操選手権でともに団体総合銀メダルに貢献、2002年と2003年の全米選手権でともに種目別床優勝、個人総合4位と活躍した。
アテネオリンピックでは団体総合銀メダルに貢献、オリンピック後弟ポールとともにオハイオ州立大学での学業を優先するため競技生活を休止した。
2007年2月から現役復帰、同年の全米選手権ではあん馬で9位となった。
2008年の北京オリンピックを目指し代表選考会、全米選手権に出場したが7月にアメリカアンチ・ドーピング機関(USADA)からステロイドの陽性反応を警告され、5月24日の大会の記録が抹消された。ハムは、麻薬の合法的な医療の必要性を主張した。
彼は最終的に2008年のオリンピック代表に選ばれたが、8月7日の競技会で足首を負傷して結局代表を辞退した。代わりにアレキサンダー・アルテメフが代表となった。

## 主な成績
- 2000年シドニーオリンピック団体総合5位、種目別床7位
- 2001年世界体操選手権団体総合2位、個人総合4位
- 2002年全米選手権種目別床優勝、個人総合4位
- 2003年全米選手権種目別床優勝、個人総合4位
- 2003年世界体操選手権団体総合2位
- 2004年全米選手権種目別跳馬2位、平行棒2位、床3位、個人総合3位
- 2004年アテネオリンピック団体総合銀メダル、種目別平行棒5位、床8位
- 2007年全米選手権種目別あん馬9位
- 2008年全米選手権種目別床優勝、跳馬3位、平行棒3位、あん馬8位
- 2004年に行われたスポーツマンNo.1決定戦のモンスターボックス（巨大跳び箱）で番組公認世界記録・23段（高さ3m06cm）のタイ記録を樹立（スポーツマンNo.1決定戦 総合順位 種目別順位#第11回 - （2005年 - ））。